# 短期大学
短期大学（在日本又简称短大）、初级学院（英語： （页面存档备份，存于））、社区学院，是高等教育设施，在各國有不同的學制。

## 美國

### 簡介
美国的短期大学，指私人或教会办的二年制的初级学院（Junior College），以及社区办、公办的社区学院。社区学院的前身是初级学院。短期大学以其学费低廉，课程设置灵活，课程内容专业、按需求开课，保证就业诸点吸引人求学。在美國的州或市用州民或市民的稅金來運營的兩年制短期大學，提供希望去插讀四年制的大學或職業培訓課程后直接就業的教育。從兩年制大學轉入四年制大學時，只要學生的學分足夠（一般為90學分），就可以申請進入四年制大學繼續讀大三、大四，最後畢業。

### 沿革
美国第一家初级学院于1852年成立，到1900年美国有八所二年制学院。后来美国工业革命的热潮推动了经济迅速发展，有了人才需求，短期大学随之迅速兴起。戰後，很多退伍官兵返回校園讀書，也促進了社區大學和成人教育的發展，美国的短期大学体制还施影响于日本。比如20世纪50年代，美国汽车工业蓬勃发展，机械工业受到重视，就扩大了青年人对学习技术的兴趣。1960年代，「嬰兒潮」一代大量湧入社區大學，大學短期大学发展至650所，学生66万人。同年代电机和石油化学工业的发展，尤其是计算机的产生，带来了第三次工业革命，短期大学数量直线上升，1970年代，越戰退伍官兵也曾是社區大學的重要生源，增加到1000所以上。1980年代后社區大學加強了和社區以及當地中學的互動。

## 日本

### 簡介
在日本，短期大學教授家政、文学、外语、教育、保健方面内容。其學習年限通常為2年，而醫療技術、護士學科為3年制。短期大學中約42%屬於女子短期大學。以設立的方式來看，國立短期大學一般附設於大學之中，幾乎為醫療技術科系，其他科系領域以私立短期大學居多，在日本全國各地皆有設立。短期大學教育重點為進入職場後能夠直接運用的技能。自境外赴日的短期大學學生必須在自己國家或外國受過12年的學校教育（包括完成中學教育），並進入受指定的教育機關進修「準備教育課程」，例如學習日語等科目，並年滿18歲的學生才可被承認與受過12年學校教育的人有同等資格。學習年限為2年的短期大學，畢業的條件必須是必須在學2年以上，取得62個學分以上。而年限為3年的短期大學，畢業的條件必須在學3年以上，取得93個學分以上。短期大學的畢業生被授予「短期大學士」的學位。短期大学制度满足了日本国民接受高等教育的要求，并为日本经济建设与社会发展培养大批中等技术人才。日本政府对短期大学的立法、财政支持、短大通过为地方服务所赢得民众之信任支持等，使日本的短期大学快速地发展。

### 沿革
短期大学是二战後日本高等教育改革的产物。当时在駐日盟軍總司令部的直接干预下，日本进行政治改革的同时也进行教育体制改革。然而当时的一些专门学校师资水平低且设备不足，条件达不到开设四年制本科大学的设施标准，这些无法升格的学校就将瀕临倒闭。
若把旧有的专科学校勉强提升到本科学校，学校的设施标准就跟不上；但由于这些学校对当时提供职业日本社会有很大作用，废除则会有社会问题；故日本教育委员会采用了美国人伊尔斯提出的引进美国短期大学制度的方案，建议文部省开设二年或三年制的暂行措施方法，承担成人教育与四年制大学相衔接的新任务。
1950年（昭和25年），短期大学体制正式实施。根据其成立标准，当年首次成立149所短期大学，其中公立学校17所，私立学校132所，而学校属性情况见下表。
| 属性                                    | 数量（所） |
| --------------------------------------- | ---------- |
| 由战前专科学校改建                      | 65         |
| 由新建高中与多种学校基础上建设          | 39         |
| 附属于四年制大学 （页面存档备份，存于） | 45         |

短期大学教学领域比现在广泛，除了现有的家政、文学、外语方面课程外，当时的短期大学还提供商业和经济或自然科学和工程学领域的课程。当年所有短期大学总共招生14000人。
1951年日本在籍短期大学学生15098人，到了1980年已上升至371125人，增长了23倍，并且基本上与国民经济保持同步发展。1985年《男女雇用机会均等法》出台，出现“一般职”与“综合职”两个职种，由于毕业于女子大学短期大学的学生，容易在“一般职”领域就业，日本女子升学率便因此而出现第二次小型高峰。1989年短期大学升学人数为461849人，达到日本历史高峰，其中女性420846人，占在校总人数91%。
自20世纪90年代始，日本短期大学升学率不断降低，仅在1993年至1998年间就由52.3万人减少至41.7万人。随着男女平等化意识深化，日本女性开始追求高学历，踏入大学校门，短期大学数量急剧减少。此外，人口出生率下降及本科大学增设也是短期大学数量减少的原因。2000年，以后，大部分短期大学已向四年制大学改组，学校名称亦发生了变化。2008年5月日本拥有短期大学508所，在籍学生人数约23万；2010年6月拥有短期大学407所，在籍学生人数1555127人；2016年约有670所短期大学，其中女子短大约占42%。家政、文学、语学类科系及教育、保健类科系约占一半以上。

## 条目脚注
1. 1 2  美国短期大学包括初级学院（Junior College[2]）与社区学院（Community College[2]）[3]。
2. ↑  有些短期大学作为四年制大学中的一个短期大学专业[22]。这些四年制大学大多集中在大城市[20]。